# Pat Miletich
Patrick Jay Miletich (ur. 9 marca 1966 w Davenport) – amerykański zawodnik mieszanych sztuk walki (MMA) w latach 1995–2008 chorwackiego pochodzenia, mistrz UFC w wadze półśredniej z 1998. Posiadacz czarnego pasa w brazylijskim jiu-jitsu oraz w shuri-ryū karate. Jest członkiem Galerii Sław UFC.
Założyciel Miletich Fighting Systems, organizacji zrzeszającej zawodników i trenerów która wychowała m.in. mistrzów UFC Matta Hughesa, Jensa Pulvera czy Tima Sylvię.

## Kariera sportowa
Miletich urodził się w USA jako najmłodszy z piątki rodzeństwa, jego rodzice pochodzili z Chorwacji. Osiedlając się na stałe w Stanach, zangielszczyli swoje nazwisko z Miletić na Miletich. Patrick w college'u zainteresował się zapasami, gdzie razem z Markiem Kerrem (przyszłym dwukrotnym tryumfatorem turniejów UFC) zaczął je trenować. Szkoły ostatecznie nie skończył, gdyż postanowił opuścić college i iść do pracy by pomóc chorej na serce matce, która miała problemy finansowe. W międzyczasie trenował w lokalnym klubie karate w Davenport, podstaw boksu nauczył go jego wujek Johnny Miletich który był w kadrze bokserskiej na X Igrzyskach Olimpijskich w 1932 roku, a pierwsze szlify w brazylijskim jiu-jitsu nabrał od Renzo Gracie na organizowanym przez niego seminarium. Rok później w wieku 26 lat zadebiutował w MMA na turnieju Battle of the Masters odbywającym się w Chicago. Miletich wygrał turniej poddając wszystkich trzech rywali przez duszenie zza pleców. W 1996 zwyciężył w kolejnej edycji tego turnieju.

## Ultimate Fighting Championship
W latach 1995–1998 zanotował bilans 17-1-1. Jego dobra passa została w końcu doceniona, owocując zaproszeniem go do udziału w turnieju wagi lekkiej organizowanym przez UFC który odbył się 13 marca 1998. Miletich ostatecznie wygrał 4-osobowy turniej. 16 października tego samego roku otrzymał szansę stoczenia walki o inauguracyjne mistrzostwo UFC w wadze lekkiej (dzisiejsza waga półśrednia -77 kg) z Mikeyem Burnettem – uczestnikiem marcowego turnieju w którym doszedł do finału, lecz musiał się z niego wycofać z powodu kontuzji. Miletich zdobył tytuł mistrza po bardzo wyrównanej walce na punkty. Pasa bronił z powodzeniem czterokrotnie w ciągu jednego roku. Mistrzostwo w wadze lekkiej stracił 4 maja 2001 w piątej obronie (od 4 maja 2001 oficjalnie nazywaną wagą półśrednią) na rzecz Kanadyjczyka Carlosa Newtona odklepując rzadkie duszenie tzw. "bulldog choke" w 3. rundzie. Po stracie tytułu, walczył w UFC jeszcze dwukrotnie nokautując wysokim kopnięciem Shoniego Cartera na UFC 32 oraz przegrywając z Mattem Lindlandem przez TKO na gali UFC 36.

## International Fight League
W latach 2006–2008 prowadził drużynę Quad City Silverbacks (później Miletich Fighting Systems) w International Fight League. Wraz z drużyną wygrał pierwszy sezon IFL w 2006 roku. W IFL stoczył również pojedynek w ramach "superfightu", 23 września 2006 przegrał przez poddanie z głównym trenerem New York Pitbulls Renzo Gracie. W 2008 organizacja popadła w ogromne długi i została zamknięta. Jeszcze w tym samym roku 11 grudnia wygrał przez KO z Thomasem Dennym. Po tym zakończył zawodową karierę i skupił się na prowadzeniu klubu. Od 15 lat szkoli służby bezpieczeństwa m.in. policję i wojsko. Komentował również gale Strikeforce od 2009 roku.
6 lipca 2014 został włączony do Galerii Sław UFC (ang. Hall of Fame).

## Życie prywatne
Miletich ma trzy córki. Jest zadeklarowanym wolnomularzem.

## Osiągnięcia
- 1996: Quad City Ultimate – 1. miejsce
- 1995, 1996: Battle of the Masters – dwukrotnie 1. miejsce
- 1998: UFC 16 – 1. miejsce w wadze lekkiej (77 kg)
- 1998–2001: mistrz UFC w wadze półśredniej
- 2014: członek galerii sław UFC